# Macrosteles cristata
Macrosteles cristata är en insektsart som beskrevs av Ribaut 1927. Macrosteles cristata ingår i släktet Macrosteles och familjen dvärgstritar. Inga underarter finns listade i Catalogue of Life.